# Jagdhausspitze
Die Jagdhausspitze, auch Große Jagdhausspitze, ist ein 3165 m ü. A. hoher Berggipfel des Glockhauskamms in der Venedigergruppe. Der Gipfel liegt im Nordwesten Osttirols und ist die höchste Erhebung des Glockhauskamms. Die Jagdhausspitze wurde erstmals am 13. August 1904 durch Artur Langbein bestiegen, die erste Überschreitung nahmen Ingenuin Hechenblaikner und Eduard Franzelin am 1. September 1904 vor.

## Lage
Die Jagdhausspitze liegt in der Gemeinde St. Jakob in Defereggen etwas südlich der Staatsgrenze zu Italien. Im Norden trennt die Jagdhausscharte (2974 m ü. A.) die Jagdhausspitze vom Glockhaus (3103 m ü. A.), im Süden fällt der Südgrat zum Hörnle (2744 m ü. A.) ab. Die Jagdhausspitze besteht aus dem Nordost- bzw. Hauptgipfel sowie dem Südgipfel (3129 m ü. A.), der auch als Kleine Jagdhausspitze bezeichnet wird. Zwischen der Jagdhausspitze und dem Glockhaus liegen die Reste des Arventalkees (Affentalkees), zwischen Nordost- und Südwestgipfel die des Jagdhauskees. Westlich der Jagdhausspitze verläuft das Arvental, im Osten das Schwarzachtal.

## Aufstiegsmöglichkeiten
Der Normalweg auf die Jagdhausspitze nimmt seinen Ausgang bei der Jagdhausalm, die von Südtirol aus über das Klammljoch und von Osttirol aus über das Alpengasthaus Oberhaus erreicht werden kann. Danach folgt der Aufstieg über die Grashänge der Westseite zunächst unschwierig zum Südwestgipfel. Der ausgesetzte Schlussanstieg auf den Nordostgipfel erfolgt über den kurzen Südgrat (I).